# 樊丙南
樊丙南。原名雁飛，山西曲沃縣人，清朝政治人物。同進士出身。

## 生平
樊丙南道光二十四年（1844年）中式甲辰恩科舉人，道光二十七年（1847年）考中丁未科張之萬榜三甲進士，與名臣徐樹銘、李鴻章、沈葆楨等同年。厯署湖北漢川、漢陽、穀城知縣。